# Adrien Portier
Pour les articles homonymes, voir Portier.
Adrien Portier, né le 2 février 1988 à Metz, est un joueur de football français qui évolue au poste de défenseur central, notamment à La Jeunesse d'Esch au Luxembourg.

## Biographie

### Débuts
Adrien Portier commence le football à l’âge de 5 ans à Semécourt. Il est ensuite recruté par le FC Metz pour intégrer leur centre de préformation. Il participe aux tournois nationaux et internationaux les plus prestigieux, et remporte une édition du tournoi organisé par le Paris Saint-Germain organisé au Camp des Loges.
Lors de la saison 2004/2005, alors en U16 Nationaux, il remporte le championnat de France, au cours duquel il bat notamment le Toulouse Football Club de Moussa Sissoko.
En U18, son équipe est éliminée en quarts de finale de la Coupe Gambardella aux pénalties par le RC Strasbourg.
En 2007, il rejoint le CSO Amnéville, qui évolue alors en CFA 2 (cinquième division).

### Carrière professionnelle
Répondant à de nombreuses sollicitations de clubs luxembourgeois, il rejoint l'Association sportive La Jeunesse d'Esch, le club le plus titré du championnat luxembourgeois, en 2008.
Lors de sa deuxième saison, il remporte le 28e titre de champion de l'histoire du club, et se voit nommé parmi les 5 meilleurs joueurs du championnat par la presse luxembourgeoise. Lors des saisons suivantes, il figure régulièrement dans le top 10 des meilleurs joueurs de la ligue, son style agressif et porté vers l'avant étant apprécié des journalistes sportifs.

### Parcours en Coupe d'Europe
Après le titre de champion de 2010, il joue le second tour de la Ligue des champions contre l’AIK Fotboll, le champion en titre suédois (0-1 et 0-0). Il est élu meilleur joueur de cette double confrontation par la presse sportive. Il reçoit alors de nombreuses propositions de l’étranger, notamment de clubs allemands et belges.
Ses bons classements en championnat lui valent de nombreuses apparitions en Ligue Europa également, notamment contre le club slovène de l'Olimpija Ljubljana lors la saison 2012-2013, où il est capitaine à l’aller et au retour.

## Palmarès
- Champion du Luxembourg en 2010 avec La Jeunesse d'Esch
- Vainqueur de la Coupe du Luxembourg en 2013 avec La Jeunesse d'Esch